# Eupithecia ustata
Eupithecia ustata är en fjärilsart som beskrevs av Moore 1888. Eupithecia ustata ingår i släktet Eupithecia och familjen mätare. Inga underarter finns listade i Catalogue of Life.